# Пентасамарийдикобальт
Пентасама̀рийдико́бальт — бинарное неорганическое соединение, интерметаллид
кобальта и самария
с формулой Co2Sm5,
кристаллы.

## Получение
- Сплавление стехиометрических количеств чистых веществ:

{\displaystyle {\mathsf {2Co+5Sm\ {\xrightarrow {610^{o}C}}\ Co_{2}Sm_{5}}}}

## Физические свойства
Пентасамарийдикобальт образует кристаллы
моноклинной сингонии, пространственная группа C 2/c, параметры ячейки a = 1,6282 нм, b = 0,6392 нм, c = 0,7061 нм, β = 96,61°, Z = 4,
структура типа дикарбида пентамарганца Mn5C2.
.
Соединение образуется по перитектической реакции при температуре 610 °C.